# Høve
Høve ist ein Ort in der Kommune Odsherred an der Westküste der dänischen Insel Seeland. Die an der Sejerø-Bucht gelegene Ortschaft ist Bestandteil des Kirchspiels Asnæs Sogn. In der Ortschaft lebten zu Beginn des Jahres 2010 205 Einwohner, im Folgejahr waren es wieder weniger als 200.
Etwa einen Kilometer nördlich von Høve liegt Høve Strand, weiter östlich Høve Skov (Wald). Dort befindet sich ein Campingplatz. Fünf Kilometer südlich liegt die Ortschaft Asnæs, 17 km nordöstlich Nykøbing Sjælland und 25 km südöstlich Holbæk. Die Gegend lebt stark vom Tourismus, entlang der Küste gibt es zahlreiche Ferienhäuser.
Die Høve Friskole, 1874 gegründet, ist eine Schule Grundtvig-Kold´scher Prägung mit 130 Schülern.

## Sehenswürdigkeiten
Der zwischen Høve und dem Dorf Veddinge gelegene Hügel Esterhøj (89 m.o.h.) ist einer der beliebtesten Aussichtspunkte der Region. Auf der Spitze steht der „Genforeningssten“ zum Gedenken an die Wiedervereinigung Nordschleswigs mit Dänemark 1920. Dort befindet sich auch der Grabhügel von Ole Olsen, des Gründers von Nordisk Film, der ältesten noch bestehenden Filmgesellschaft der Welt.

## Sport
Im Jahr 2022 kam die Tour de France auf der 2. Etappe durch Høve. Auf der Veddingevej wurde mit der Côte d'Høve Stræde (62 m) eine Bergwertung der 4. Kategorie abgenommen. Sieger der Bergwertung war der Däne Magnus Cort Nielsen.

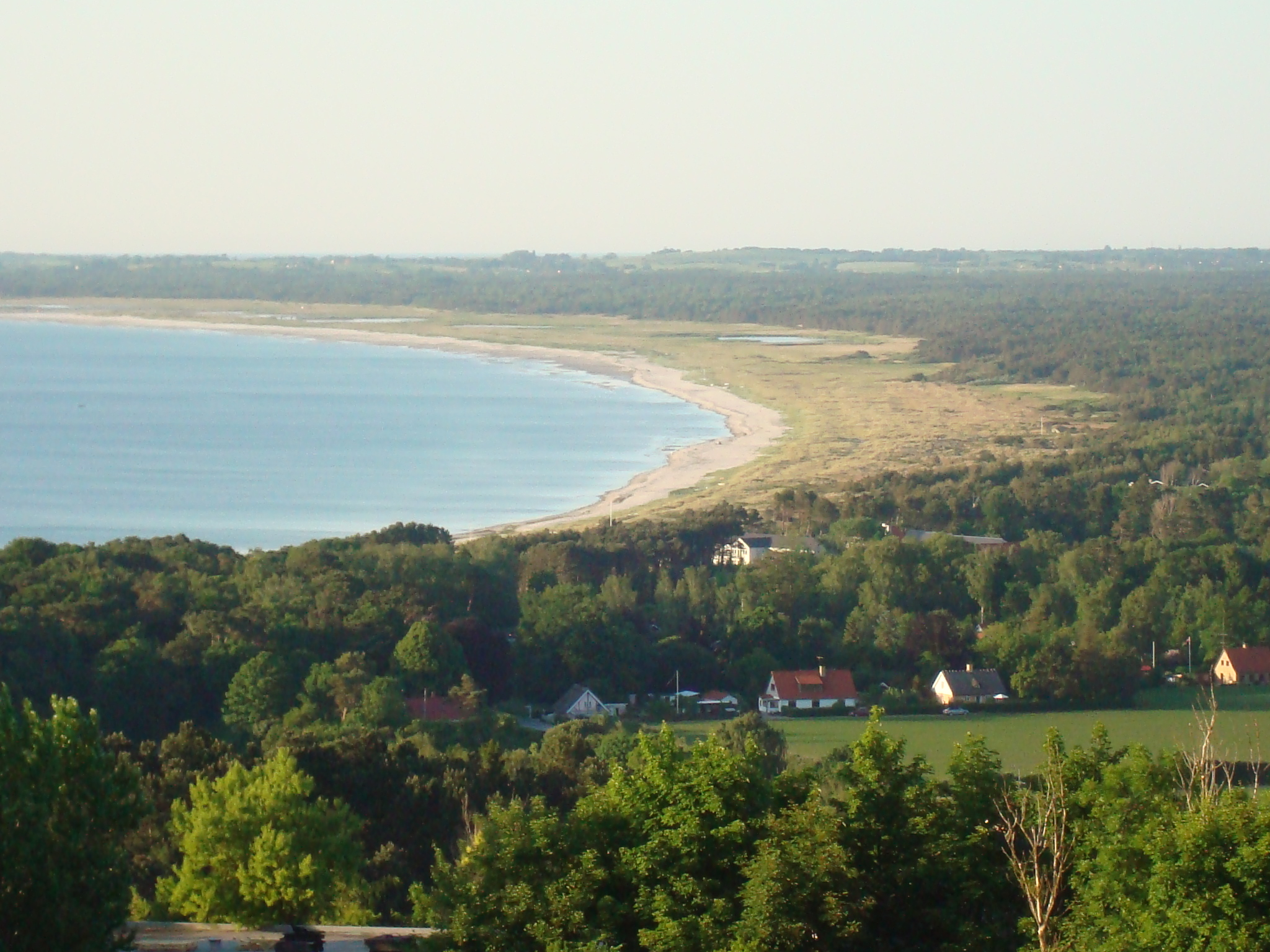
Blick vom Esterhoej auf Høve Wald und die Sejerøbucht